# Börje Schechta
Börje Philip Schechta (Skeckta), född 9 november 1699 på Vängsjöberg i Gottröra socken, död 3 maj 1770 på Vilunda, Hammarby socken, Uppland, var en svensk militär och politiker.
Börje Schechta var son till överstelöjtnant Magnus Israel Schechta. Han började sin militära bana 1717 som musketerare vid Livgardet, där han 1718 avancerade till förare och fänrik. 1738 utnämndes han till löjtnant, 1741 blev han regementskvartermästare, 1742 stabskapten och 1745 premiärkapten. Han erhöll avsked 1750. Vid riksdagen 1738 anslöt sig Schechta till hattpartiet och var en av Arvid Horns mest aggressiva motståndare. När under 1740-talet ett särskilt parti bildade kring det unga tronföljarparet, anslöt sig Schechta till detta och blev ett av dess mest fanatiska anhängare. Han brist på behärskning och benägenhet för rättshaveri gjorde honom mindre väl lämpad för politiska uppdrag, och vid flera tillfällen gjorde han sitt eget parti mer skada än nytta. Vid revolutionsriksdagen 1755–1756 försökte han bearbeta bondeståndet i rojalistisk riktning, men då han riktade häftiga anklagelser mot böndernas talman, Olof Håkansson, blev han häktad av ständernas stora kommission. Rättegången mot Schechta fick på grund av hans på en gång bisarra och arroganta uppträdande en närmast komisk prägel. Han förklarades sakna förståndets rätta bruk och inspärrades på Bohus fästning, varifrån han dock 1762 utsläpptes. Även Schechtas privatliv kännetecknades av processlystnad och ekonomisk omdömeslöshet.